# Балтезерс
Балтезерс (латис. Baltezers) — населений пункт (село) в Гаркалнському краї Латвії. Розташований на автодорозі A1, за 4 км від крайової думи до Берги і за 15 км від центру Риги. Основна частина села знаходиться на південно-східному березі озера Ліелайс-Балтезерс, що межує на заході з селом Приєдкалне, а на півночі — з селом Балтезерс Адазького краю. Крім того, до складу населеного пункту входять три відокремлені частини, що лежать на східному березі озера Мазайс-Балтезерс.
За даними на лютий 2019 року, у населеному пункті проживало 594 особи. Діє центр здоров'я «Балтезерс», готель.

## Історія
Забудова на березі озера Ліелайс-Балтезерс почала формуватися ще до Першої світової війни. Інтенсивний розвиток розпочався у 1950—1960-х роках, коли кілька колишніх дач були пристосовані під дитячий туберкульозний санаторій «Балтезерс». На незатоплюваних ділянках на південний захід від санаторію виділялися ділянки під приватну забудову. У 2000-х роках почалася забудова і більш низьких ділянок.
До 1 липня 2009 року село входило до складу Ризького району.